# Libysch-portugiesische Beziehungen
Die libysch-portugiesischen Beziehungen umfassen das zwischenstaatliche Verhältnis zwischen Libyen und Portugal. Die Länder unterhalten seit 1975 direkte diplomatische Beziehungen.
Ihre Beziehungen gelten als gut, jedoch wenig intensiv. Neben dem langsam wieder zunehmenden Handel und einigen historischen Bezugspunkten bestehen Verbindungselemente heute auch im Rahmen von EU-Initiativen wie der Europäischen Nachbarschaftspolitik oder der Union für den Mittelmeerraum, wo Libyen Beobachterstatus hat, auch der 5+5-Dialog ist zu nennen.
Im Jahr 2018 waren 115 libysche Staatsbürger in Portugal gemeldet, davon mit 83 die meisten in der Region der Hauptstadt Lissabon. 2011 waren 26 Portugiesen konsularisch in Libyen registriert.

## Geschichte

### Von der Antike bis 1900

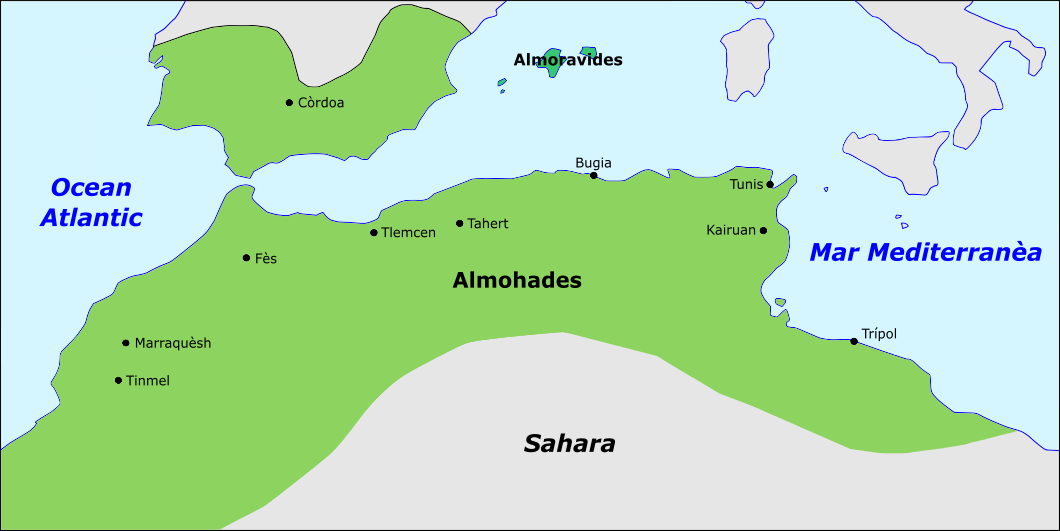
Das arabische Almohadenreich, Ende des 12. Jh.: Libyen und Portugal gehörten mehrmals gemeinsamen Reichsgebilden an

Die heutigen Gebiete von Libyen und Portugal gehörten zu den Handelsrouten der Phönizier, die hier zwischen dem 10. bis ins 4. Jahrhundert v. Chr. auch eigene Stützpunkte unterhielten. Später gehörten beide Gebiete als Libya superior und Libya inferior (Libyen) bzw. als Provinz Lusitania und Provinz Hispania ulterior (Portugal) zum Römischen Reich. Anfang des 5. Jh. drangen die Vandalen in Portugal ein und herrschten dort einige Zeit. Sie zogen danach weiter nach Nordafrika, bis sie 450 Libyen einnahmen.
Ab 641 eroberten Araber das heutige Libyen und 711 das heutige Portugal. Beide Gebiete gehörten danach zum Arabischen Reich, bis Portugal im Verlauf seiner Reconquista 1139 ein unabhängiges Königreich wurde.
Seit dem späten 15. Jahrhundert weiteten die Korsaren von Tripolis ihre Piratenangriffe auf immer weitere Gebiete des Mittelmeers bis in den Atlantik aus. Dabei griffen sie regelmäßig auch portugiesische Orte und Schiffe der Portugiesischen Marine und Handelsflotte an. Damit behinderten sie auch die Handelswege des Portugiesischen Weltreichs, neben denen der aufstrebenden Seemächte Spanien und England. 1510 eroberte Spanien schließlich Tripolis und gab die Stadt 1530 an den Johanniterorden. Dabei wirkten dort auch Portugiesen, die traditionell eine bedeutende Rolle im Johanniterorden spielten.
1551 eroberten die Osmanen Libyen. Tripolis blieb eine Hochburg der Korsaren, die bis in das frühe 19. Jh. neben Portugal und Spanien nun vor allem den neuen Seemächten Frankreich, Niederlande und England Probleme bereiteten. Jedoch waren die Aktivitäten der libyschen Korsaren seit der Bombardierung von Tripolis (1728) zurückgegangen und Anfang des 19. Jh. schließlich ganz zum Erliegen gekommen.

### Ab 1900
Ab 1911 wurde Libyen italienische Kolonie, nach dem Zweiten Weltkrieg (1939–1945) kam es unter britische Besatzung und wurde 1951 als Königreich Libyen unabhängig. 1969 kam der Offizier Muammar al-Gaddafi durch einen unblutigen Putsch an die Macht und baute das Land zu einem arabisch-sozialistischen Staat um. Das seit 1932 etablierte, semifaschistische Estado Novo-Regime in Portugal ging keine Beziehungen zu Libyen ein.
Erst nach dem Sturz der Diktatur in Folge der Nelkenrevolution 1974 erfuhr die Außenpolitik Portugals eine Neuausrichtung. 1975 nahmen Libyen und Portugal diplomatische Beziehungen auf.
Am 3. November 1976 unterzeichneten beide Staaten in der portugiesischen Hauptstadt Lissabon ein Kulturabkommen, ein Handelsabkommen und eine Vereinbarung über wirtschaftliche, wissenschaftliche und technische Zusammenarbeit.
Erstmals akkreditierte sich ein Vertreter Portugals am 4. April 1989 in der libyschen Hauptstadt Tripolis, jedoch eröffnete Portugal noch keine eigene Botschaft dort.
Am 14. Juni 2003 unterzeichneten Libyen und Portugal in Sirte ein gegenseitiges Investitionsschutz- und förderungsabkommen, am 9. Dezember 2007 folgte in Lissabon ein Abkommen über wirtschaftliche Zusammenarbeit und ein Kooperationsabkommen in den Bereichen Bildung, Wissenschaft, Technologie, Hochschulbildung, Sprache, Kultur, Jugend, Sport und Medien.
Am 3. August 2007 eröffnete Portugal erstmals eine eigene Botschaft in Tripolis.
Im Zuge des Arabischen Frühlings kam es auch in Libyen zu Massenprotesten, die schließlich in den Bürgerkrieg in Libyen 2011 mündeten. Die NATO, deren Gründungsmitglied Portugal ist, war danach maßgebliche Kraft bei der Militärintervention in Libyen 2011. Portugal beteiligte sich jedoch nicht direkt.
Am 28. Juli 2011 erkannte Portugal den Nationalen Übergangsrat an.
Im Zusammenhang mit dem Bürgerkrieg in Libyen seit 2014 ließ Portugal seine Botschaft in Tripolis ab dem 4. April 2014 unbesetzt, seither vertritt Portugals Botschafter in Tunesien die portugiesischen Interessen in Libyen.

## Diplomatie
Libyen führt eine eigene Botschaft in der portugiesischen Hauptstadt Lissabon.
Portugal hat ebenfalls eine eigene Botschaft in der libyschen Hauptstadt Tripolis, jedoch ist sie seit 2014 vorübergehend geschlossen. Portugals Botschafter in Tunesien ist kommissarisch für Libyen zuständig.
Gegenseitige Konsulate sind nicht eingerichtet.

## Wirtschaft
Der bilaterale Handel ist noch vergleichsweise gering, seit dem Rückgang des Warenaustauschs in Folge des Bürgerkriegs in Libyen 2011 ist der Handel aber inzwischen wieder im Wachstum begriffen. Im Jahr 2016 belief sich das Handelsvolumen zwischen Libyen und Portugal auf 36,6 Mio. Euro (2012: 420,4 Mio.), mit einem Handelsbilanzüberschuss zu Gunsten Portugals von 34,0 Mio. Euro (2012: 377,6 Mio. zu Gunsten Libyens). Damit stand Libyen im portugiesischen Außenhandel an 88. Stelle als Abnehmer und an 143. Stelle als Lieferant, während Portugal im libyschen Außenhandel damit an 41. Stelle als Abnehmer und an 32. Stelle als Lieferant stand. 43 portugiesische Unternehmen waren 2016 im Export nach Libyen tätig (2012: 110).
Im Jahr 2016 exportierte Portugal Waren im Wert von 35,3 Mio. Euro nach Libyen (2015: 19,6 Mio. 2014: 24,4 Mio.; 2013: 49,6 Mio.; 2012: 21,4 Mio.), davon waren 74,1 % Maschinen und Geräte, 11,4 % chemisch-pharmazeutische Produkte, 7,3 % Lebensmittel, 2,3 % landwirtschaftliche Erzeugnisse und 2,0 % Metallwaren.
Im gleichen Zeitraum lieferte Libyen Waren im Wert von 1,3 Mio. Euro an Portugal (2015: 8,4 Mio., 2014: 1,2 Mio.; 2013: 104,3 Mio.; 2012: 399,0 Mio.), davon 60 % chemisch-pharmazeutische Produkte, 39,9 % Metallwaren, und 0,1 %Papier und Zellulose.
Die portugiesische Außenhandelskammer AICEP unterhält ein Kontaktbüro an der portugiesischen Botschaft in der libyschen Hauptstadt Tripolis, zudem besteht eine Abteilung für Libyen in der arabisch-portugiesischen Handelskammer in Lissabon, der Câmara de Comércio e Indústria Àrabe Portuguesa.

## Sport
Die Libysche und die Portugiesische Fußballnationalmannschaft trafen bisher noch nicht aufeinander (Stand Februar 2020).
Gelegentlich spielen libysche Spieler auch für portugiesische Klubs, darunter Nationalspieler wie Jamal Mohammed oder Moatasem al-Musrati, die bereits beide für jeweils mehrere Teams in Portugal aufliefen.